# Mahavidya
Mahavidya  Maha= Grande, Vidya= conhecimento (Grande Conhecimento ou Grande Sabedoria)  Dasha-Mahavidyas são um grupo de dez aspectos da Mãe Divina Durga ou Kali no Shaktismo Tântrico. As 10 Mahavidyas são deusas da sabedoria, que representam a divindade feminina, de deusas terríveis numa extremidade à suaves na outra.
As dez divisões do conhecimento:

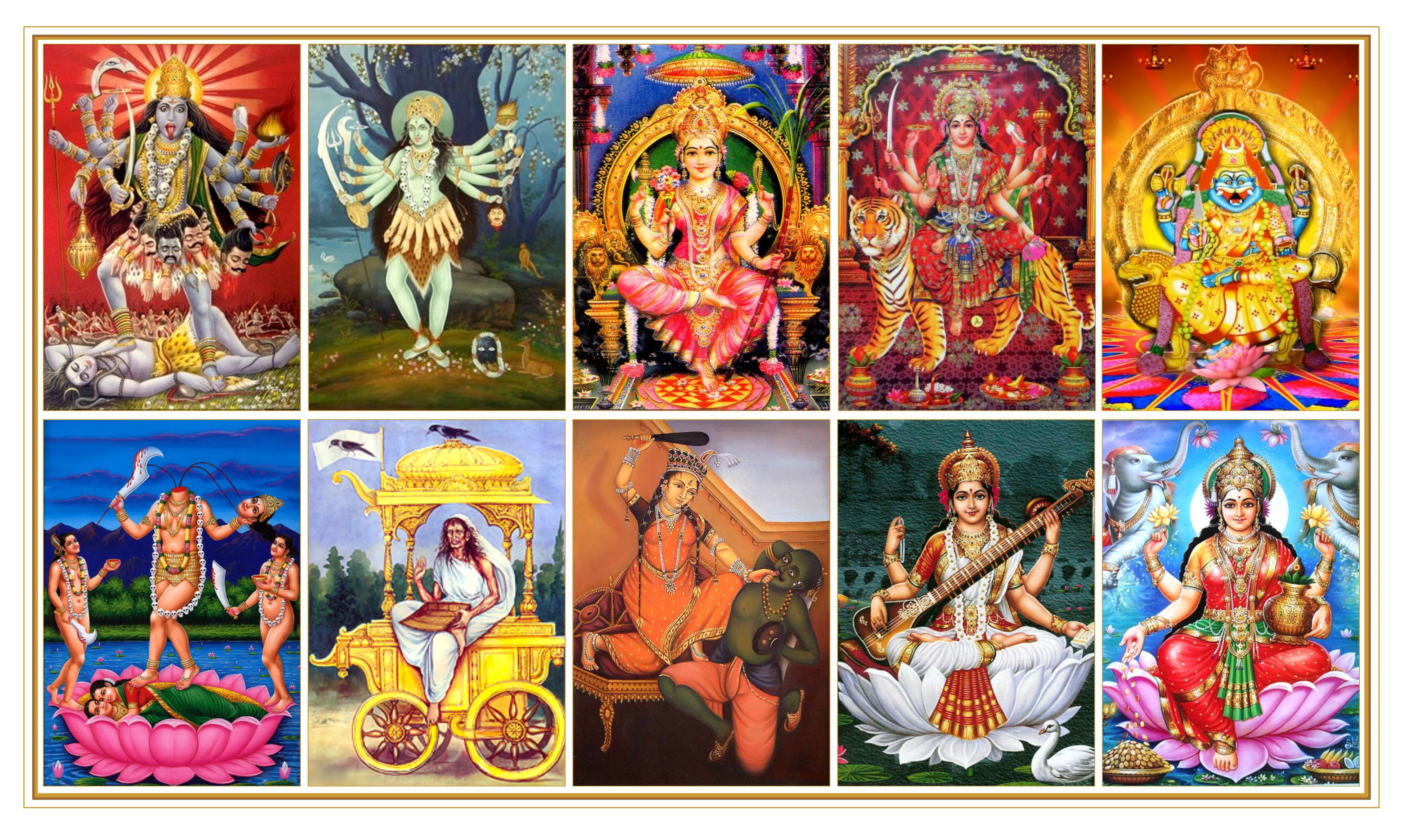
As Dez Mahavidyas a energia Shakti a grande sabedoria

- 1º  Kali: O Brahman Supremo (o Tempo que julga e devora)

- 2º  Tara: A Deusa que nos Guia e Protege (Saraswati)

- 3º Tripura Sundari: (Shodashi) - A Bela dos três mundos (Parvati)

- 4°  Bhuvaneshvari: A Mãe Suprema cujo corpo é o Cosmos

- 5º   Bhairavi: A Deusa Feroz ( a Ira Divina)

- 6°  Chhinnamasta: A auto-decapitação que alimenta e elimina o ego

- 7º  Dhumavati: A Morte

- 8°  Bhagalamuki: O poder da palavra, a verdade (paralisadora de inimigos)

- 9º  Matangi: Deusa da música e da aprendizagem (Saraswati)

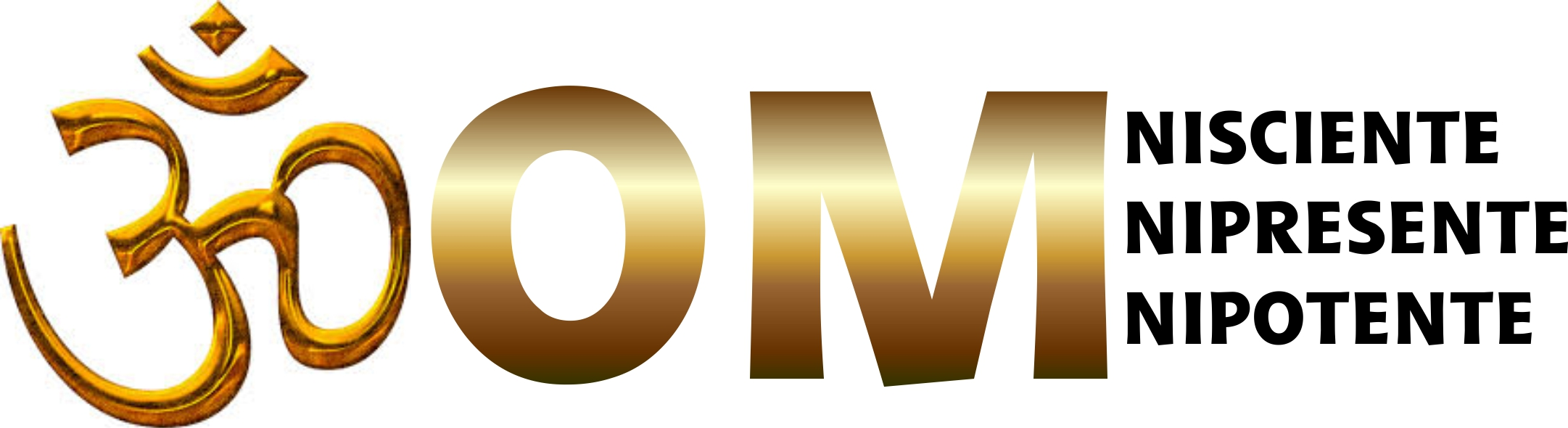

- 10º Kamala: A Pureza (Lakshmi)